# Lesbian Feminist Circle
The Circle fue una revista de temática lésbica producida colectivamente por Sisters for Homophile Equality (SHE) en Wellington, capital de Nueva Zelanda, entre diciembre de 1973 y 1986. La revista pasó a llamarse Lesbian Feminist Circle en 1977 y continuó publicándose hasta 1986.
La publicación, impresa por Herstory Press, fue la primera prensa feminista y lesbiana del país, inicialmente reimprimió artículos de revistas lesbianas internacionales; eventualmente, el colectivo editorial de la revista comenzó a escribir y recopilar material histórico, político y teórico con un enfoque de Nueva Zelanda que era de interés para las lesbianas feministas locales.